# Cs. kir. Délkeleti Államvasút
A cs. (és) kir. Délkelti Államvasút (SöStB) osztrák-magyar állami vasúttársaság volt, amely a Magyar Középponti Vasút Társaság (MKpV) (németül: Ungarischen Zentralbahn, UZB) államosításával jött létre.

## Története
1846 július 15-én  megnyílt az MKpV Pest–Vác vonala, majd ezt követően a Pest–Szolnok és a Marchegg–Pozsony vonalak. Az MKpV-t 1850. március 7-én államosították, és ettől az időponttól ez képezte a cs. kir. Délkeleti Vasutat. Az MKpV által megkezdett Pozsony–Vác és a Cegléd–Félegyháza–Szeged vonalak építését már a SöStB fejezte be 1854-ben. 1855. január 1-én privatizálták a SöStB-t, és így az Osztrák–Magyar Államvasút-Társaság (ÁVT) (németül Staatsbahngeselschaft, StEG) része lett.

## Vonalai
- Pest–Vác (1846. július 15., MKpV)
- Pest–Szolnok (1847. szeptember 1., MKpV)
- Marchegg–Pozsony (1848. augusztus 10., MKpV)
- Pozsony–Vác (1850; a MKpV kezdte építeni, de már a SöStB fejezte be)
- Cegléd–Félegyháza (1853; MKpV kezdte építeni de már a SöStB fejezte be)
- Félegyháza–Szeged (1854; MKpV kezdte építeni de már a SöStB fejezte be)

## Fordítás
- Ez a szócikk részben vagy egészben  a   k.k. Südöstliche Staatsbahn című német Wikipédia-szócikk fordításán alapul.  Az eredeti cikk szerkesztőit annak laptörténete sorolja fel. Ez a jelzés csupán a megfogalmazás eredetét és a szerzői jogokat jelzi, nem szolgál a cikkben szereplő információk forrásmegjelöléseként.